# Alfredo Carrillo
Alfredo Carrillo (Callao, Provincia Constitucional del Callao, Perú, 11 de septiembre de 1996) es un futbolista peruano. Juega como delantero y su equipo actual es Sport Machete de la Copa Perú. Tiene 28 años

## Trayectoria
Inició su carrera en las divisiones menores de Sport Boys. Fue llevado a Cienciano por Jorge Espejo y debutó de manera profesional en ese club en el Torneo del Inca 2015.
En el año 2016 ficharía por el Club Alianza Lima, sin embargo, dicho año jugaría en el Torneo de Promoción y Reserva de 2016, siendo una pieza fundamental en dicho equipo de menores del conjunto blanquiazul.
En el año 2017, mediante un comunicado, el Club Alianza Lima anuncia su ascenso el primer equipo, donde rotaría con la reserva, participando en reiteradas ocasiones con el plantel principal del cuadro íntimo.. Su actuación más destacada se dio en el triunfo (4-0) de Alianza Lima sobre Ayacucho Fútbol Club.
En el año 2018 es anunciado como nuevo jugador del Juan Aurich, y aunque al principio le tomó tiempo para adaptarse al nivel de la segunda división, logró consolidarse en su nuevo club, manteniendo la titularidad indiscutible en la delantera roja y marcando 10 goles en 25 partidos. Llegó hasta las semifinales de la Segunda División de Perú 2018. Fue la revelación del equipo norteño.
En el 2019 fue contratado por Real Garcilaso, pero fue separado del club junto a Israel Kahn, siendo maltratados por el club.

## Clubes
| Club             | País          | Año           | Partidos | Goles |
| ---------------- | ------------- | ------------- | -------- | ----- |
| Cienciano        | Perú          | 2015          | 1        | 0     |
| Alianza Lima     | Perú          | 2016 - 2017   | 6        | 0     |
| Juan Aurich      | Perú          | 2018 - 2020   | 49       | 17    |
| Cusco FC         | Perú          | 2021          | 14       | 1     |
| Sport Chavelines | Perú          | 2022          | 12       | 1     |
| Unión Huaral     | Perú          | 2023          | 11       | 0     |
| Sport Machete    | Perú          | 2024          |          |       |
| Total carrera    | Total carrera | Total carrera | 93       | 19    |

## Palmarés

### Campeonatos nacionales
| Título                    | Club         | País | Año  |
| ------------------------- | ------------ | ---- | ---- |
| Primera División del Perú | Alianza Lima | Perú | 2017 |

### Torneos cortos
| Título          | Club         | País | Año  |
| --------------- | ------------ | ---- | ---- |
| Torneo Apertura | Alianza Lima | Perú | 2017 |
| Torneo Clausura | Alianza Lima | Perú | 2017 |

### Distinciones individuales
| Distinción                                                                  | Año  |
| --------------------------------------------------------------------------- | ---- |
| Preseleccionado como delantero en el mejor once de la Liga 2 según la SAFAP | 2019 |